# Galeodes distinctus
Galeodes distinctus es una especie de arácnido  del orden Solifugae de la familia Galeodidae.

## Distribución geográfica
La especie es endémica de Líbano.

## Descripción
En promedio la especie alcanza unos 40 milímetros de longitud.